# Azali (film)
Pour plus de détails, voir Fiche technique et Distribution.
Azali est un film ghanéen réalisé par Kwabena Gyansah, sorti en 2018.

## Synopsis
Exilée pour fuir un mariage arrangé, une adolescente entreprend un pénible parcours où la prostitution se mêle à la pauvreté dans les bidonvilles d'Accra.

## Fiche technique
- Titre : Azali
- Réalisation : Kwabena Gyansah
- Scénario : Kwabena Gyansah et Gwandelen Quartey
- Musique : Gomez Tito
- Photographie : William Kojo Agbeti
- Montage : William Kojo Agbeti
- Production : Sarah Dwommoh
- Société de production : Ananse Entertainment
- Pays : Ghana
- Langues : dagbani, akan, pidgin, anglais avec sous-titres anglais
- Genre : Drame
- Durée : 92 minutes
- Dates de sortie : 
  -  Ghana : 26 octobre 2018 (Accra)

## Distribution
- Asana Alhasan
- Akofa Edjeani
- Ajetey Anang
- Mohammed Halfiz
- Ama Abebrese

## Distinctions
Azali le premier long métrage que le Ghana a soumis à candidature aux Oscars dans la catégorie du meilleur long métrage international.

Azali a été nommé dans 15 catégories aux Ghana Movie Awards 2018 dans 19 catégories aux Golden Movie Awards 2019.